# Prasonica
Prasonica es un género de arañas araneomorfas de la familia Araneidae. Se encuentra en  África, Asia y Oceanía.

## Lista de especies
Según The World Spider Catalog 12.0:
- Prasonica affinis Strand, 1906
- Prasonica albolimbata Simon, 1895
- Prasonica anarillea Roberts, 1983
- Prasonica hamata Thorell, 1899
- Prasonica insolens (Simon, 1909)
- Prasonica nigrotaeniata (Simon, 1909)
- Prasonica olivacea Strand, 1906
- Prasonica opaciceps (Simon, 1895)
- Prasonica plagiata (Dalmas, 1917)
- Prasonica seriata Simon, 1895